# ویندام هالزول
ویندام هالزول (انگلیسی: Wyndham Halswelle; ۳۰ مهٔ ۱۸۸۲ – ۳۱ مارس ۱۹۱۵) دونده دو نیمه‌استقامت اهل بریتانیا بود.